# Frédéric Druot
Frédéric Druot, né en janvier 1958 à Bordeaux, est un architecte français, diplômé de l'école d'architecture de Bordeaux en 1984.

## Biographie
Associé de l'agence Épinard Bleu de 1987 à 1990, il est lauréat des Albums de la jeune Architecture en 1990 et fonde l'agence Frédéric Druot Architecture à Paris en 1991.

## Principales réalisations
- 2011 : métamorphose de la Tour Bois-le-Prêtre, avec Anne Lacaton et Jean-Philippe Vassal
- 2010 : aménagement des salles d'accueil des publics, Ailes des Ministres Nord et Sud, Château de Versailles
- 2006 : immeuble dit « des Bons-Enfants » du Ministère de Culture, rue Saint-Honoré à Paris, avec Francis Soler[1]
- 2006 : installation de TV5 Monde dans un immeuble des années 1980 avenue de Wagram à Paris. Livraison en 2006.
- 1997 : Retraitement des espaces de bureaux du Centre national d'art et de culture Georges-Pompidou  à Paris, Immeuble 4 rue Brantôme.

## Prix et Distinctions
- 2002 :  Chevalier de l'ordre des Arts et des Lettres
- 2011 : Prix d’Architecture du Moniteur : Équerre d’argent pour la Tour Bois-le-Prêtre[4],[5].
- 2018 : Global Award for Sustainable Architecture, aux côtés d'Anne Lacaton & Jean-Philippe Vassal[6].